# Алберто Ерера Франки
Алберто Ерера и Франки (на испански: Alberto Herrera y Franchi) е кубински генерал. Изпълняващ дейността Президент на Куба през август 1933 г.

## Биография
Генерал Ерера е министър на войната и флота по време на президентството на Херардо Мачадо. Той е женен за Офелия Родригес Аранго и има три деца, Алберто, Родолфо и Офелия Ерера Родригес-Аранго.
На 11 август 1933 г., когато бунтовниците от кубинската армия превземат Castillo de la Real Fuerza, генерал Ерера присъства на крепостта, за да постигне резолюция или пакт с бунтовниците. Той се среща с Ерасмо Делгадо. След много дебати и като се има предвид, че бунтовниците не искат Ерера да поеме президентския пост след бягството на Мачадо е договорено, че предвид правомощията му като генерал, действията извършени от бунтовниците не представляват бунт, а са наредени от негово име.
След напускането на Мачадо на 12 август 1933 г. се създава вакуум във властта и Съмнър Уелс първоначално предлага замяната на Мачадо с Ерера. Съмнър Уелс отбелязва на 12 август 1933 г.:
„След обещанието на някои от армейските лидери в 4 часа тази сутрин, че ще се съгласят с временно президентство на който и да е кубинец, при условие че президентът Мачадо се оттегли от поста. Бях уведомен в 7 часа, че те отново са променили решението си и биха приели всеки друг освен генерал Ерера, на когото бяха лично предани, но от когото се страхуваха, че голямата маса от опозицията няма да приеме поради предишната му връзка с президента Мачадо.”
В резултат на това, Съмнър Уелс разработва нов план, в който Ерера остава единственият член на кабинета, който не подава оставка от администрацията на Мачадо, като по този начин по подразбиране става временен президент единствено с цел назначаването на Карлос Мануел де Сеспедес и Кесада, син на Карлос Мануел де Сеспедес (баща на страната), като член на кабинета на Ерера. Веднага след това Ерера подава оставка и тъй като Карлос Мануел де Сеспедес и Кесада е единственият останал в кабинета, той по подразбиране е новият президент. Намерението на Съмнър Уелс е да запази форма на конституционно продължение между напускането на Мачадо и установяването на ново правителство.